# Стефани Кейн
Стефани Кейн (на английски: Stephanie Cane) е артистичен псевдоним на американската порнографска актриса, режисьор и продуцент на порнографски филми от еврейски произход Бритни Шаури Грийн (на английски: Brittney Shauri Green).

## Биография
Бритни Грийн е родена на 11 ноември 1986 година в град Хайфа, Израел. Завършва училище в Ориндж, Калифорния. Загубва девствеността си на 15-годишна възраст.

### Кариера
Стефани Кейн прави първата си секс сцена в хардкор филм на 7 февруари 2007 година, когато е на 20 години. Работи за компании като Брейзърс и Naughty America.
В началото на 2010 година основава собствена продуцентска компания, на име „Stephanie Cane Productions“.

## Филмография
- 2012 – My Stepdaughter Tossed My Salad 6
- 2011 – First Day Jitters
- 2011 – Chick Flixxx
- 2011 – North Pole #85
- 2011 – P.O.V. 28
- 2010 – Freaks of Cock 7
- 2010 – The A-Team XXX: A Parody
- 2010 – Bald Beavers
- 2010 – Mothers Teaching Daughters How to Suck Cock 6
- 2010 – Gag Factor 32
- 2010 – We Suck 3
- 2010 – Barefoot Confidential 64
- 2010 – Reno 911: A XXX Parody
- 2010 – Barely Legal P.O.V. 7
- 2010 – Foot Addicts
- 2010 – Sunny's Casting Couch: I Wanna Be a Pornstar
- 2010 – Throat Fucks 2
- 2009 – Too Big for Teens
- 2009 – Fuck My Mom & Me 7
- 2009 – Badass School Girls 3
- 2008 – Barely Legal Fitness Fanatics
- 2008 – Barely Legal Interactive
- 2008 – Double Krossed
- 2008 – Barely Legal: The Bitch That Stole Christmas
- 2008 – The Violation of Flower Tucci
- 2008 – Barely Legal All by Myself 2
- 2008 – Fresh Outta High School 9
- 2008 – Hand to Hand Combat
- 2008 – Incumming 14
- 2008 – Internal Cumbustion 14
- 2008 – Paste My Face 12
- 2008 – Psycho Cheerleaders
- 2008 – Psycho Cheerleaders 2
- 2008 – Schoolgirl P.O.V. 3
- 2008 – Teens Like It Big 2
- 2008 – Whale Tail 4
- 2007 – Barely Legal Auditions
- 2007 – About Face P.O.V. 6
- 2007 – Barely 18 35
- 2007 – Barely Legal 77
- 2007 – Don't Waste It, Taste It 2
- 2007 – First Offense 24
- 2007 – Fresh Teens
- 2007 – Lewd Conduct 30
- 2007 – New Chicks Cum First 4
- 2007 – New to the Game
- 2007 – POV Casting Couch 21
- 2007 – She's Half My Age
- 2007 – Slumber Party
- 2007 – Spring Chickens 18
- 2007 – Swallow This 11
- 2007 – Teenage Whores 2